# Sông Finlay
Sông Finlay là một con sông dài 402 km ở miền bắc trung bộ tỉnh British Columbia chảy theo phía bắc từ hồ Thutade sau đó chảy xuống phía nam đến hồ Williston, nguồn nước ngầm của sông Peace được hình thành sau khi hoàn thành đập W.A.C. Bennett vào năm 1968, trước đó, sông Finlay đã kết hợp với sông Parsnip để tạo thành sông Peace. Đầu nguồn của sông Finlay là Hồ Thutade được coi là thượng nguồn cuối cùng của sông Mackenzie. Hẻm núi Deserters nằm ngay phía bắc hồ Williston.
Lưu vực sông Finlay có diện tích 43.000 km vuông và lưu lượng sông Finlay là 600 mét khối mỗi giây. Các nhánh chính của Finlay bao gồm sông Ospika, Ingenika, Warneford, Fox, Toodoggone và Firesteel (tuy nhiên, sông Ospika đổ trực tiếp vào hồ Williston chứ không phải đổ vào sông Finlay). Nằm ở một vùng hẻo lánh của tỉnh, không có khu dân cư dọc theo sông, tuy nhiên, có một cộng đồng nhỏ người First Nations và Fort Ware, sinh sống ở ngã ba sông Finlay và Warneford. Gần đó có công viên tỉnh Tatlatui góp phần bảo vệ khu vực dãy Tatlatui, nơi có hồ Thutade.
Sông Finlay được đặt theo tên của nhà thám hiểm John Finlay, người đã đi thám hiểm một đoạn ngắn của sông vào năm 1797. Người châu Âu đầu tiên đi dọc theo nguồn của nó là người buôn bán lông thú và nhà thám hiểm Samuel Black vào năm 1824.